# 작은적갈색관박쥐
작은적갈색관박쥐(Rhinolophus subrufus)는 관박쥐과에 속하는 박쥐의 일종이다. 필리핀의 토착종으로 해수면부터 해발 1,000m까지의 카미긴주와 카탄두아네스주, 루손섬, 민다나오섬, 민도로섬에서 발견된다.